# Бар-Он, Дорит
Дорит Бар-Он (англ. Dorit Bar-On, род. 1955) — американский философ, профессор философии в Университете Коннектикута и директор исследовательской группы «Выражение, коммуникация и происхождение значения» (англ. Expression, Communication, and the Origins of Meaning, ECOM). Её исследования сосредоточены на философии языка, философии сознания, эпистемологии и метаэтике. Ранее она занимала должности в Рочестерском университете и Университете Северной Каролины в Чапел-Хилле, где с 2014 по 2015 год была почётным профессором Закари Смита в области исследований и высшего образования.

## Образование и карьера
Бар-Он получила степень бакалавра философии и лингвистики в Тель-Авивском университете, а затем получила степень магистра и доктора философии в Калифорнийском университете в Лос-Анджелесе. Её диссертация «Неопределённость перевода: теория и практика» была написана под руководством Тайлера Берджа, Роджерса Олбриттона, Кита Доннеллана, Дэвида Каплана и британского философа Дэвида Пирса. Бар-Он также осуществила переводы на иврит поэзии, художественной литературы и философских произведений, в том числе три антологии по современной философии, произведения Айрис Мёрдок, Курта Воннегута, Дос Пассоса, Дороти Ричардсон, Э. Э. Каммингса, Роберта Л. Стивенсона, Вальтера Скотта и, в сотрудничестве с Марсией Фальк, сборник стихов Зельды Шнеерсон-Мишковски и «Книга благословений».
Её другой профессиональный опыт включает в себя работу радиопродюсером, редактором и диктором израильской радиостанции IDF, телевизионным сценаристом и ведущей в Израиле, а также телеведущей на иврите и интервьюером на 18-м канале в Лос-Анджелесе. Бар-Он также ранее занимал пост президента молодёжной палаты MYCO@UNC с 2009 по 2012 год.

## Исследования
В книге «Высказывание мыслей: самовыражение и самопознание», опубликованной издательством Oxford University Press, Бар-Он исследует проблему самопознания в связи с вопросами самовыражения и экспрессивного поведения. Она опирается на исторических деятелей, включая Витгенштейна и Дарвина, чтобы разработать неоэкспрессивистский взгляд на экспрессивные высказывания от первого лица, который объясняет, как эти высказывания эпистемически отличаются от невыразительных высказываний, имея при этом одну и ту же семантическую структуру. «Высказывание мыслей» была отмечена как «богатая книга, богатая темами, аргументами, философским воображением и проницательностью. Она заслуживает внимания всех, кто работает с разумом и языком». В последующей работе Бар-Он применила эту неоэкспрессивистскую структуру к дополнительным проблемам философии языка, метаэтики и эпистемологии. Затем Бар-Он стремилась осветить природу человеческого общения, поместив его в более широком отношении к выразительному общению животных, и тем самым показать, как человеческое лингвистическое значение может быть понято в соответствии с натуралистической теорией мира.

## Избранные публикации
- “First-Person Authority: Dualism, Constitutivism, and Neo-Expressivism” Erkenntnis 2009
- “The Use of Force Against Deflationism: Assertion and Truth”, (with Keith Simmons) in Truth and Speech Acts: Studies in the Philosophy of Language, Greimann and Siegwart, eds., Routledge, 2007, 61–89.
- “Deflationism”, (with Keith Simmons) in Oxford Handbook in Philosophy of Language, Ernie LePore, ed., Oxford University Press, 2006, 607–630.